# 阿部正三郎
阿部 正三郎（あべ しょうざぶろう、1912年1月15日 - 1940年代）は、日本の俳優である。本名阿部 正太郎（あべ しょうたろう）、旧芸名片岡 市女男（かたおか しめお）。1930年代の松竹蒲田撮影所において、磯野秋雄、三井秀男（のちの三井弘次）との「与太者トリオ」で知られる。

## 人物・来歴

### 新派と旧劇
1912年（明治45年）1月15日、東京府東京市浅草区阿部川町（現在の東京都台東区元浅草3-4丁目）に生まれる。生年月日については、『一九三三年版 オール松竹俳優名鑑』には同年「2月15日」とされている。父・阿部三之助は、芝居関係の仕事をしていた人物であるとされる。
数え年9歳になった1920年（大正9年）、父の仕事をきっかけに、新派の河合武雄一座に入門し、九州巡業で初舞台に立つ。巡業を終えて東京に戻ると、次には伊井蓉峰一座に参加、本郷区春木町（現在の文京区本郷3丁目）の本郷座、京橋区木挽町（現在の中央区銀座4丁目12番15号）の歌舞伎座、日本橋区久松町（現在の中央区日本橋浜町2丁目31番1号）の明治座での新派劇に出演し。『一九三三年版 オール松竹俳優名鑑』では、この時点で旧劇（歌舞伎）の四代目澤村源之助一座に参加、名古屋の御園座に出演していたとする。
満11歳となった1923年（大正12年）8月には、浅草公園六区の公園劇場（現存せず）で上演された『己が罪』で伏見信子と共演している。同年9月1日に起きた関東大震災以降は、新劇の流れをくむ新派から一転して旧劇に転向、尾上菊右衛門一座に入門した。このとき「片岡 市女男」と改名、新潟・佐渡への巡業に参加した。『一九三三年版 オール松竹俳優名鑑』によれば、『己が罪』での伏見信子との共演は河合武雄一座によるものとし、公演時期を震災復興後の時期としており、その時点で「片岡市女男」を名乗っていたとする。

### 蒲田の与太者トリオ
1925年（大正14年）6月、満13歳で松竹蒲田撮影所に入社し、映画俳優「阿部 正三郎」となる。当初の出演歴が不明である。ただし、『一九三三年版 オール松竹俳優名鑑』では、蒲田入社時期を「昭和5年」（1930年）としている。満19歳となった1931年（昭和6年）12月4日に公開された野村浩将監督によるサイレント映画『令嬢と与太者』から、主演に近い役を得る。同作以降、シリーズ化されて「与太者シリーズ」となり、磯野秋雄、三井秀男（のちの三井弘次）との「与太者トリオ」は、人気を博した。同シリーズでの貢献により、1934年（昭和9年）1月、阿部は、磯野、三井とともに準幹部待遇に昇格、翌1935年（昭和10年）1月には、3人そろって準幹部に昇格した。1936年（昭和11年）1月15日の撮影所機能が神奈川県鎌倉郡大船町（現在の同県鎌倉市大船）に移転するにあたり、新設の松竹大船撮影所に異動になった。現代劇ばかりではなく、京都の松竹下加茂撮影所に出張して、時代劇の剣戟映画に主演・準主演することもあった。
1940年（昭和15年）ころ、第二次世界大戦のために召集され、正確な没年月日は不詳であるが、戦死したと伝えられる。満28歳ころの没。同年12月31日に公開された『お絹と番頭』（監督野村浩将）が、最後の出演作であった。
インターネット等で、国島荘一（1902年 - 1932年）と同一人物とされることがあるが、まったく別人である。

## フィルモグラフィ

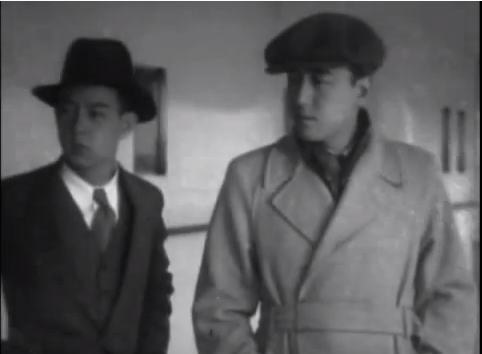
『生さぬ仲』（1932年）出演時、満20歳。左・阿部、右・結城一朗。

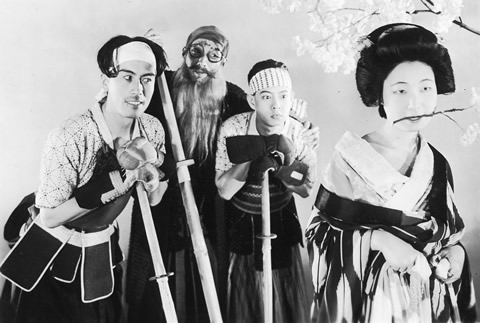
『爆彈花嫁』（1935年）出演時、満23歳。左から小倉繁、谷麗光、阿部、柳井小夜子。

すべてクレジットは「出演」である。公開日の右側には役名、および東京国立近代美術館フィルムセンター（NFC）、マツダ映画社所蔵等の上映用プリントの現存状況についても記す。同センター等に所蔵されていないものは、とくに1940年代以前の作品についてはほぼ現存しないフィルムである。

### 松竹蒲田撮影所
特筆以外すべて製作は「松竹蒲田撮影所」、すべて配給は「松竹キネマ」、特筆以外はすべてサイレント映画である。
- 『令嬢と与太者』（『令嬢と與太者』[7]） : 監督野村浩将、1931年12月4日公開 - 古石剛吉、118分尺で現存（NFC所蔵[7]）
- 『初恋と与太者』 : 監督野村浩将、1932年3月3日公開
- 『戦争と与太者』 : 監督野村浩将、サウンド版、1932年6月24日公開
- 『与太者と縁談』（『與太者と縁談』[7]） : 監督野村浩将、1932年10月20日公開 - 阿部正吉、83分尺で現存（NFC所蔵[7]）
- 『忠臣蔵 前篇 赤穂京の巻』 : 監督衣笠貞之助、製作松竹下加茂撮影所、トーキー、1932年12月1日公開 - 碇床小僧、139分尺の総集篇『大忠臣蔵』が現存（NFC所蔵[7]）
- 『忠臣蔵 後篇 江戸の巻』 : 監督衣笠貞之助、製作松竹下加茂撮影所、トーキー、1932年12月1日公開 - 碇床小僧、同上[7]
- 『生さぬ仲』 : 監督成瀬巳喜男、1932年12月16日公開 - ペリカンの源、94分尺で現存（NFC所蔵[7]）
- 『与太者と芸者』 : 監督野村浩将、1933年1月26日公開 - 阿部正七
- 『恋の花咲く 伊豆の踊子』 : 監督五所平之助、サウンド版、1933年2月2日公開 - 温泉宿の客、124分尺で現存（NFC所蔵[7]）
- 『巷説 濡れつばめ』 : 監督二川文太郎、製作松竹下加茂撮影所、トーキー、1933年3月1日公開
- 『天一坊と伊賀亮』 : 監督衣笠貞之助、製作松竹下加茂撮影所、トーキー、1933年4月13日公開 - 免頭極内
- 『十九の春』 : 監督五所平之助、サウンド版、1933年5月18日公開
- 『与太者と脚線美』 : 監督野村浩将、1933年5月25日公開
- 『嫁入り前』 : 監督野村浩将、トーキー、1933年7月13日公開 - 隆一の弟
- 『与太者と海水浴』（『與太者の感激 與太者と海水浴』） : 監督野村浩将、1933年8月17日公開 - 阿部正八、70分尺で現存（NFC所蔵[7]）
- 『嬉しい頃』 : 監督野村浩将、トーキー、1933年10月19日公開 - 清元の弟子、83分尺で現存（NFC所蔵[7]）
- 『女学生と与太者』（『女學生と與太者』） : 監督野村浩将、1933年11月30日公開 - 阿部正吉、98分尺で現存（NFC所蔵[7]）
- 『玄関番とお嬢さん』 : 監督野村浩将、トーキー、1934年1月20日公開 - ルンペンB、67分尺で現存（NFC所蔵[7]）
- 『銀色夜叉』 : 監督佐々木恒次郎、1934年2月15日公開 - 間貫一（主演）、43分尺で現存（NFC所蔵[7]）
- 『婦系図』 : 監督野村芳亭、トーキー、1934年2月22日公開 - めの惣小僧長吉、135分尺で現存（NFC所蔵[7]）
- 『限りなき鋪道』[7]（『限りなき舗道』） : 監督成瀬巳喜男、1934年4月26日公開 - バアテン、87分尺で現存（NFC所蔵[7]）
- 『花婿奮戦』 : 監督佐々木恒次郎、1934年5月24日公開
- 『隣の八重ちゃん』（『隣りの八重ちやん』） : 監督島津保次郎、トーキー、1934年6月28日公開 - ガラス屋、77分尺で現存（NFC所蔵[7]）
- 『与太者と花嫁』（『與太者と花嫁』） : 監督野村浩将、サウンド版、1934年10月6日公開 - 阿部正太郎、93分尺で現存（NFC所蔵[7]）
- 『与太者と小町娘』（『與太者と小町娘』） : 監督野村浩将、サウンド版、1935年1月7日公開 - 阿部、72分尺で現存（NFC所蔵[7]）
- 『母の恋文』（『母の戀文』） : 監督野村浩将、トーキー、1935年4月18日公開 - ボーイ、106分尺で現存（NFC所蔵[7]）
- 『浪人太平記』 : 監督古野英治、製作市川右太衛門プロダクション、サウンド版、1935年7月25日公開
- 『大学の赤ん坊』 : 監督深田修造、サウンド版、1935年9月5日公開
- 『爆弾花嫁』（『爆彈花嫁』） : 監督佐々木啓祐（佐々木恒次郎）、サウンド版、1935年10月15日公開 - 安井、23分尺で現存（NFC所蔵[7]）
- 『永久の愛 前篇』 : 監督池田義信、サウンド版、1935年10月15日公開 - 水谷精二
- 『永久の愛 後篇』 : 監督池田義信、サウンド版、1935年10月15日公開 - 水谷精二
- 『弥次喜多行進曲』 : 監督斎藤寅次郎、サウンド版、1935年10月24日公開
- 『大学の親方』 : 監督深田修造、サウンド版、1935年11月7日公開
- 『人生のお荷物』 : 監督五所平之助、トーキー、1935年12月10日公開 - 息子 余作、66分尺で現存（NFC所蔵[7]）
- 『与太者と若夫婦』 : 監督野村浩将、トーキー、1935年12月31日公開
- 『悲恋華』 : 監督佐々木康、サウンド版、1936年1月10日公開 - 事務員、88分尺で現存（NFC所蔵[7]）

### 松竹大船撮影所
特筆以外すべて製作は「松竹大船撮影所」、すべて配給は「松竹キネマ」あるいは「松竹」、特筆以外すべてトーキーである。
- 『朧夜の女』 : 監督五所平之助、1936年5月14日公開 - 学生、111分尺で現存（NFC所蔵[7]）
- 『ネ、思ひ出してね』（『忘れちゃいやよ』[4]） : 監督宗本英男、解説版、1936年7月9日公開
- 『人妻椿 前篇』 : 監督野村浩将、1936年10月4日公開 - 浜の若い衆、80分尺で現存（NFC所蔵[7]）
- 『七転八倒』（『七転八起』[4][5]） : 監督斎藤寅次郎、解説版、1936年11月20日公開 - 主演
- 『二代目弥次喜多』（『二代目弥冶喜多』[5]） : 監督大曾根辰夫、製作松竹下加茂撮影所、1937年1月21日公開
- 『決戦高田の馬場』 : 監督秋山耕作、製作松竹下加茂撮影所、1937年2月4日公開
- 『男の償ひ 後篇』 : 監督野村浩将、1937年8月24日公開 - B、67分尺で現存（NFC所蔵[7]）
- 『娘よ何故さからふか』 : 監督野村浩将、1937年12月15日公開
- 『歌へ歓呼の春』 : 監督野村浩将、1937年12月30日公開[5]
- 『突貫弥次喜多』 : 監督古野栄作、製作松竹下加茂撮影所、1938年1月27日公開
- 『友情を盗む勿れ』 : 監督宗本英男、1938年7月28日公開
- 『鳶と与太者』 : 監督大曾根辰夫、製作松竹下加茂撮影所、1939年1月5日公開
- 『心の太陽』 : 監督深田修造、1939年4月27日公開 - 清さん
- 『感激の頃』 : 監督大庭秀雄、1939年10月12日公開 - ベア公、75分尺で現存（NFC所蔵[7]）
- 『征戦愛馬譜 暁に祈る』 : 監督佐々木康、応援監督宗本英男、1940年4月17日公開 - 池谷一等兵
- 『美しき隣人』 : 監督大庭秀雄、1940年5月23日公開 - 役場の人
- 『冬木博士の家族』 : 監督大庭秀雄、1940年10月31日公開 - 新聞記者、70分尺で現存（NFC所蔵[7]）
- 『舞台姿』 : 監督野村浩将、1940年11月16日公開 - 俳優B
- 『西住戦車長伝』（『西住戰車長傳』） : 監督吉村公三郎、1940年11月29日公開 - 井田上等兵（井田上上等兵[7]）、126分尺で現存（NFC所蔵[7]）
- 『お絹と番頭』 : 監督野村浩将、1940年12月31日公開 - 足袋屋 福屋の人々、73分尺で現存（NFC所蔵[7]）